# Cryptocarya lifuensis
Cryptocarya lifuensis är en lagerväxtart som beskrevs av André Guillaumin. Cryptocarya lifuensis ingår i släktet Cryptocarya och familjen lagerväxter. Inga underarter finns listade i Catalogue of Life.